# Germaine Cellier
Germaine Cellier (ur. 1909 w Bordeaux, zm. 1976) – jedna z pierwszych kobiet w środowisku kompozytorów perfum, twórców receptur kompozycji zapachowych (perfumiarzy). 
Urodziła się w Bordeaux. Studiowała chemię w Paryżu. Po ukończeniu studiów rozpoczęła pracę w spółce Roure-Bertrand-Dupont. Szybko zdobyła miano przebojowej „Arlette blonde”. Była błękitnooką blondynką, wysoką, szczupłą i elegancką. Miała ostre poczucie humoru i lubiła niezależność, co utrudniało pracę zespołową. Perfumy, które stworzyła dla Roure i kolejnych firm, określane jako zuchwałe lub brutalne, stały się rynkowymi przebojami. Zaprojektowane przez Germaine Cellier perfumy były uzupełnieniem kreacji, tworzonych przez wiodące domy mody, których klientkami były np. gwiazdy ekranu. 
Skomponowała m.in.:

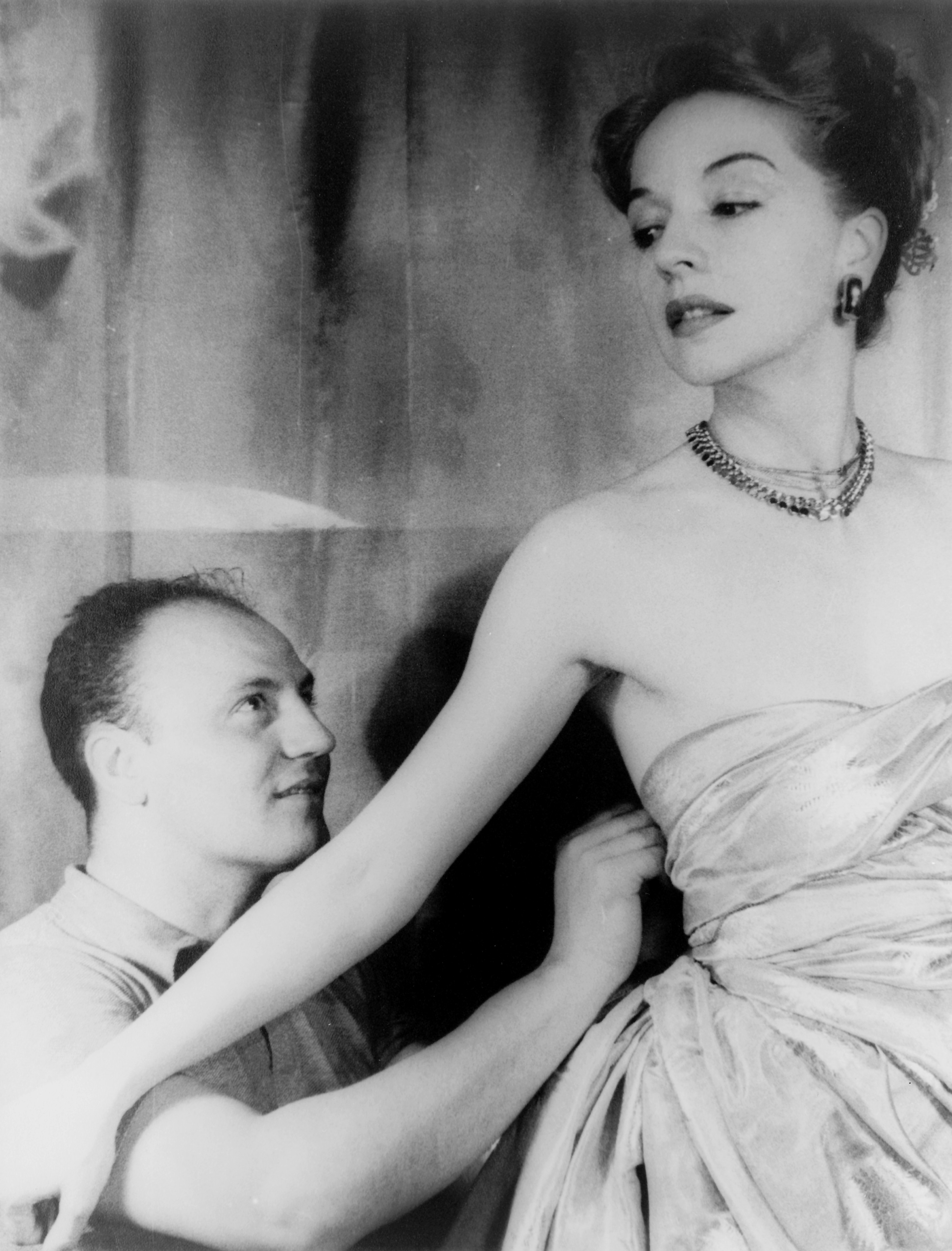
Projektant Pierre Balmain i aktorka Ruth Ford (fot. Carl Van Vechten)

- dla Roberta Pigueta – Fracas (1948) oraz zmysłowe perfumy o skórzanej nucie – Bandit (1944)
- dla Pierre’a Balmaina – Vent Vert, Jolie Madame (1953) i Monsieur Balmain (1964)
- dla Niny Ricci – Coeur Joie (1946)

oraz wiele innych dla Elizabeth Arden ze Stanów Zjednoczonych.